# Agostino Pennisi Statella
Agostino Pennisi Statella (Acireale, 10 agosto 1890 – Acireale, 19 agosto 1963) è stato un politico e numismatico italiano, barone di Floristella, senatore della Repubblica.

## Biografia
Figlio primogenito del barone di Floristella, Salvatore Pennisi Alessi, e di Gabriella Statella dei Principi di Càssaro, nacque ad Acireale, il 10 agosto 1890.
Laureatosi in lettere nel 1912, coltivò nel corso della vita (sollecitato soprattutto da una tradizione familiare) gli studi classici. Già all'inizio del XVIII secolo, i suoi avi, tra i quali il nonno paterno Agostino Pennisi di Floristella, erano collezionisti e studiosi dei conii siracusani del V secolo a.C., che alcuni dei grandi Reisenden dell'Ottocento, tra i quali Richard Wagner, il Principe Carlo di Prussia, l'Arciduca Carlo d'Austria, passarono ad ammirare. E Agostino Pennisi, della numismatica greco-sicula fu considerato tra i più attendibili conoscitori, sì da esser chiamato nel 1954 tra i soci del prestigioso Istituto archeologico germanico.
Il 4 giugno 1914 sposò, a Catania, Agata Fràncica Nava dei baroni di Bondifé (5 settembre 1899 - 21 gennaio 1945), dalla quale ebbe nove figli, tra i quali il primogenito Salvatore Pennisi Francica Nava (23 Marzo 1915 - 11 Gennaio 1968) e Gianni Pennisi (8 dicembre 1924 - 22 aprile 2012).
Nel 1916, la chiamata alle armi - che toccò anche ai fratelli Antonino e Giuseppe - irruppe drammaticamente in una vita di studio e di serenità. Era da poco nato il suo secondogenito Orazio (10 Maggio 1916 - 10 Novembre 2007), che da grande avrebbe proseguito con passione l'attività di numismatico, quando fu invitato a raggiungere la Terza armata attestata sull'Isonzo dove, con il grado di sottotenente, e poi di tenente autiere di autoambulanza, prese servizio nella 28ª Sezione Automobilistica della Croce Rossa, nel vasto territorio che fu scenario della Grande Guerra: da Cervignano a Begliano, da Turriaco a Versa a Vertoiba, fin sulla Bainsizza. La dura esperienza della guerra si concluse con il definitivo ritorno in seno alla famiglia, partendo dalla stazione ferroviaria di Carpenedo il 9 novembre 1918.
Già eccellente fotografo per le necessità scientifiche degli studi di numismatica, Agostino Pennisi durante la guerra redasse un taccuino fotografico servendosi di una piccola camera Kodak. Nel secondo dopoguerra, dal 1948, fu Senatore della Repubblica, facendo parte della Commissione per la Pubblica Istruzione, nella I Legislatura repubblicana, poi nella III e nella IV.
Morì nella sua città natale il 19 agosto 1963, da parlamentare in carica. Al suo posto al Senato subentrò Giuseppe Molinari.